# Закон України «Про вищу освіту» (2002)
Закон України «Про вищу освіту» № 2984-III — Закон України, прийнятий 17 січня 2002 року. Втратив чинність 6 вересня 2014 року у зв'язку з прийняттям нового Закону.
Закон установлював правові, організаційні, фінансові та інші засади функціонування системи вищої освіти в Україні.

## Зміст
Закон складався з 69-ти статей у таких розділах:
- Розділ I. Загальні положення
- Розділ II. Структура вищої освіти. Документи про вищу освіту
- Розділ III. Стандарти вищої освіти
- Розділ IV. Управління у галузі вищої освіти
- Розділ V. Вищі навчальні заклади
- Розділ VI. Управління вищим навчальним закладом
- Розділ VII. Організація навчально-виховного процесу
- Розділ VIII. Учасники навчально-виховного процесу
- Розділ IX. Підготовка наукових і науково-педагогічних працівників
- Розділ X. Наукова і науково-технічна діяльність у вищих навчальних закладах
- Розділ XI. Фінансово-економічні відносини в системі вищої освіти
- Розділ XII. Міжнародне співробітництво
- Розділ XIII. Відповідальність за порушення законодавства про вищу освіту
- Розділ XIV. Прикінцеві положення.

## Особливості закону
Закон визначав вищу освіту як «рівень освіти, який здобувається особою у вищому навчальному закладі в результаті послідовного, системного та цілеспрямованого процесу засвоєння змісту навчання, який грунтується на повній загальній середній освіті й завершується здобуттям певної кваліфікації за підсумками державної атестації». У 2014 році це поняття було переглянуто і визначено не як рівень освіти, а як «сукупність систематизованих знань, умінь, навичок…, компетентностей».
В Законі містились визначення понять, які були втрачені у чинному. Зокрема:
- «зміст навчання» — структура, зміст і обсяг навчальної інформації, засвоєння якої забезпечує особі можливість здобуття вищої освіти і певної кваліфікації;
- «нормативний термін навчання» — термін навчання за денною (очною) формою, необхідний для засвоєння особою нормативної та вибіркової частин змісту навчання і встановлений стандартом вищої освіти;

Ширше, ніж у чинному законі, визначалось поняття якості освіти:
- сукупність якостей особи з вищою освітою, що відображає її професійну компетентність, ціннісну орієнтацію, соціальну спрямованість і обумовлює здатність задовольняти як особисті духовні і матеріальні потреби, так і потреби суспільства.